# 内拉德圣米格尔
内拉德圣米格尔，是西班牙卡斯蒂利亚-莱昂阿维拉省的一个市镇。 总面积8km2, 总人口112人（2001年），人口密度14人/km2。